# ISO 3166-2:KZ
ISO 3166-2:KZ — стандарт Международной организации по стандартизации, который определяет геокоды. Является подмножеством стандарта ISO 3166-2, относящимся к Казахстану. Стандарт охватывает 3 города и 17 областей Казахстана. Каждый геокод состоит из двух частей: кода ISO 3166-1 для Казахстана — KZ и дополнительного кода, записанных через дефис. Дополнительный код образован двузначным числом. Геокод областей и городов Казахстана являются подмножеством кода домена верхнего уровня — KZ, присвоенного Казахстану в соответствии со стандартами ISO 3166-1.

## Геокоды Казахстана
Геокоды 3 городов и 17 областей административно-территориального деления Казахстана.
| Геокод | Административная единица | Статус  |
| ------ | ------------------------ | ------- |
| KZ-10  | Абайская                 | область |
| KZ-11  | Акмолинская              | область |
| KZ-15  | Актюбинская              | область |
| KZ-75  | Алматы                   | город   |
| KZ-19  | Алматинская              | область |
| KZ-71  | Астана                   | город   |
| KZ-23  | Атырауская               | область |
| KZ-35  | Карагандинская           | область |
| KZ-39  | Костанайская             | область |
| KZ-43  | Кызылординская           | область |
| KZ-47  | Мангистауская            | область |
| KZ-55  | Павлодарская             | область |
| KZ-59  | Северо-Казахстанская     | область |
| KZ-79  | Шымкент                  | город   |
| KZ-63  | Восточно-Казахстанская   | область |
| KZ-61  | Туркестанская            | область |
| KZ-27  | Западно-Казахстанская    | область |
| KZ-31  | Жамбылская               | область |
| KZ-33  | Жетысуская               | область |
| KZ-62  | Улытауская               | область |

## Геокоды пограничных Казахстану государств
- Россия — ISO 3166-2:RU (на севере и западе),
- Китай — ISO 3166-2:CN (на востоке),
- Киргизия — ISO 3166-2:KG (на юге),
- Узбекистан — ISO 3166-2:UZ (на юге),
- Туркменистан — ISO 3166-2:TM (на юге).